# 길거리 신문

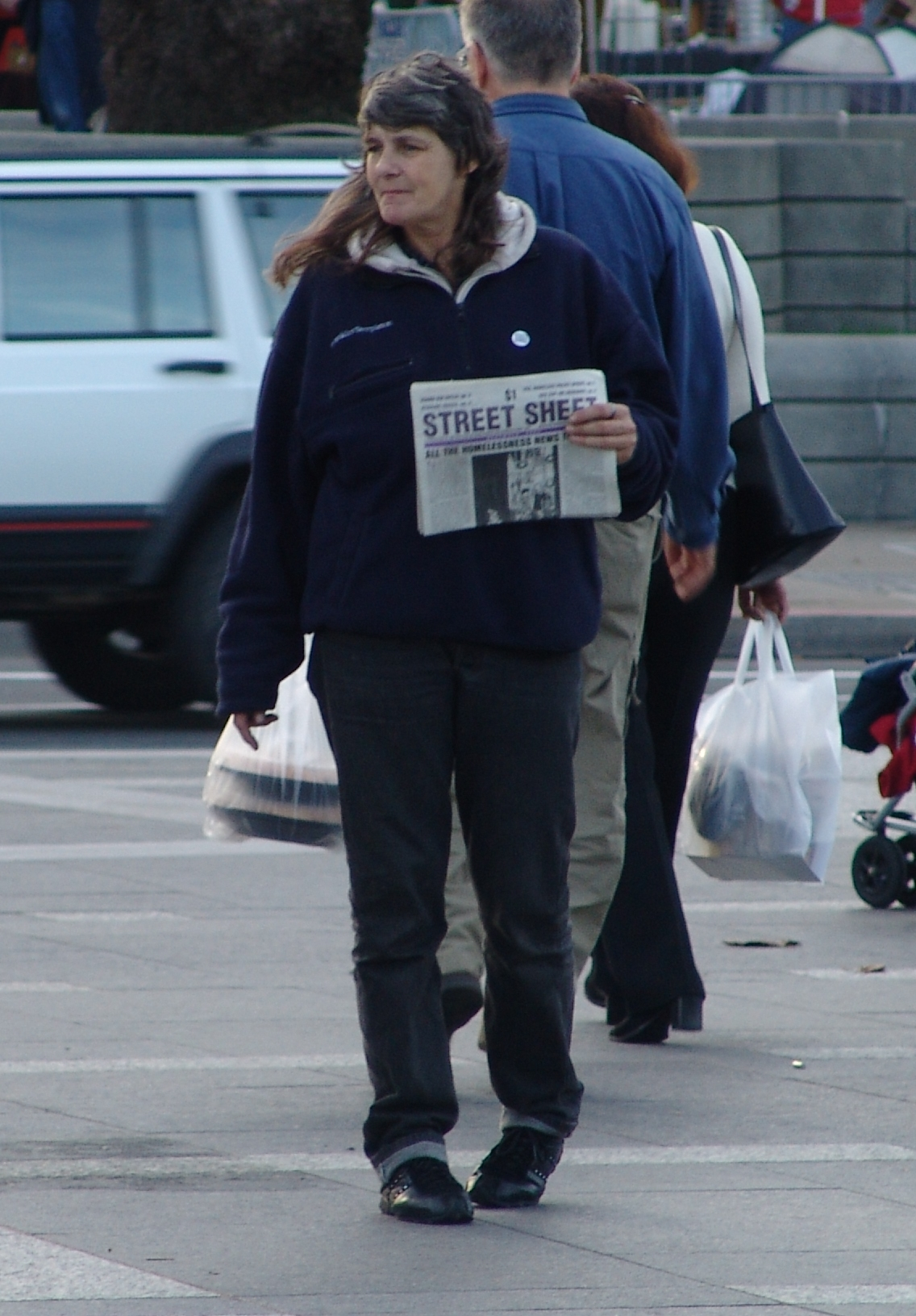
샌프란시스코에서 스트리트 시트를 판매하는 길거리 신문 상인

길거리 신문 또는 스트리트 뉴스페이퍼(street newspaper)는 노숙인이나 가난한 사람이 판매하고 주로 이러한 인구를 지원하기 위해 생산되는 신문이나 잡지이다. 대부분의 그러한 신문은 주로 노숙자 및 빈곤 관련 문제에 대한 보도를 제공하고 노숙자 커뮤니티 내의 소셜 네트워크를 강화하려고 노력한다. 길거리 신문은 이들 개인에게 취업 기회와 지역 사회에서의 목소리를 제공하는 것을 목표로 한다. 노숙자에 의해 판매되는 것 외에도 이러한 신문의 대부분은 부분적으로 생산되고 집필되었다.
19세기 말과 20세기 초에 자선 단체, 종교 단체, 노동 단체에서 발행한 여러 출판물이 노숙자에 대한 관심을 끌려고 노력했지만 길거리 신문은 1989년 뉴욕 시의 스트리트 뉴스가 창립된 후에야 보편화되었다. 30개가 넘는 국가 중 대부분이 미국과 서유럽에 위치하고 있다. 정부, 자선 단체, 국제 길거리 신문 네트워크(International Network of Street Papers) 및 북미 길거리 신문 협회(North American Street Newspaper Association)와 같은 연합의 지원을 받는다. 길거리 신문의 수가 늘어났음에도 불구하고 많은 신문은 여전히 자금 부족, 신뢰할 수 없는 직원, 관심 유발 및 독자 유지의 어려움 등의 어려움에 직면해 있다.
거리 신문은 주로 노숙자에 의해 판매되지만, 신문은 그들이 제출하는 콘텐츠의 양과 그들과 관련된 보도의 정도에 따라 다르다. 일부 신문은 주로 노숙자 기부자가 작성하고 출판하는 반면, 다른 신문은 전문 직원과 시도를 갖고 있다. 주류 출판물을 모방한다. 이러한 차이점은 어떤 유형의 자료를 다루어야 하는지, 노숙자가 집필 및 제작에 어느 정도 참여해야 하는지에 대해 길거리 신문 발행인 사이에서 논쟁을 불러일으켰다. 인기 길거리 신문인 빅이슈(The Big Issue)는 주류 이슈와 대중문화를 보도해 많은 독자층을 확보하는 데 집중하는 반면, 다른 신문들은 노숙자 옹호와 사회 문제를 강조하고 수익이 적기 때문에 이 논란의 초점이 되었다.